# Bohemia en los Juegos Olímpicos de París 1900
Bohemia estuvo representada en los Juegos Olímpicos de París 1900 por un total de 7 deportistas que compitieron en 4 deportes.  

## Medallistas
El equipo olímpico de Bohemia obtuvo las siguientes medallas:
| Nombre               | Deporte   | Competición  |
| -------------------- | --------- | ------------ |
| Oro                  |           |              |
| —                    |           |              |
| Plata                |           |              |
| František Janda-Suk  | Atletismo | Disco M      |
| Bronce               |           |              |
| Hedwiga Rosenbaumová | Tenis     | Individual F |